# Siegfried Wentz
Siegfried Wentz, född den 7 mars 1960, är en tysk före detta friidrottare som tävlade i mångkamp för västtyskland under 1980-talet. 
Wentz deltog vid det första världsmästerskapet 1983 där han slutade på tredje plats efter en serie på 8478 poäng. Han blev vidare bronsmedaljör både vid Olympiska sommarspelen 1984 och vid EM 1986. Hans främsta merit kom vid VM 1987 i Rom då han slutade på andra plats bakom östtysken Torsten Voss.

## Personliga rekord
- Tiokamp - 8 762 poäng från 1983